# Bitva u Řevničova
Bitva u Řevničova byla válečným střetem mezi jednotkami žatecko-lounského husitského svazu pod velením Jakoubka z Vřesovic a oddíly vojsky plzeňského landfrýdu, a karlštejnskou posádkou vedené Aleše Holického ze Šternberka, vracejícími se na domovské území po účasti bitvě u Lipan svedené 30. května 1434, v poslední fázi husitských válek. Odehrála se 9. června 1434 v lese poblíž hradu Džbán v okolí vsi Řevničov a Kroučová nedaleko Rakovníka ve středních Čechách. Skončila odražením husitského výpadu a rychlým stažením jejich sil do vozové hradby v týlu, přičemž při ústupu prý ztratily na 150 bojovníků. 

## Pozadí

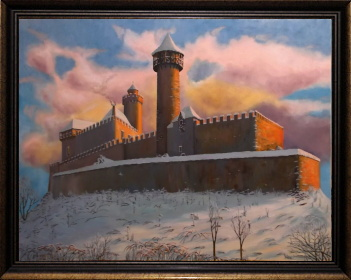
Hrad Kostomlaty pod Milešovkou

V letech 1433 až 1434 došlo v rámci husitského hnutí k vyvrcholení sporů mezi radikálními a umírněnými husity. Vojska sirotků neúspěšně obléhala katolickou baštu Plzeň, země byla hospodářsky vyčerpaná. Když byla husitská zásobovací výprava do Bavorska nedaleko hranic u Hiltersriedu napadena a téměř zničena, vypukly nepokoje. Bojovníci obviňovali z neúspěchu hejtmany, fyzicky byl napaden i Prokop Holý, který poté opustil vojsko a uchýlil se do Prahy. Situace se nezlepšila ani připojením vojska sirotků, kteří se vrátili na podzim z výpravy k Baltu. Nespokojenost rostla také mimo husitské hnutí a od bratrstev se začínal výrazněji odvracet i selský lid. V zájmu ukončení vysilujících válek pak umírnění husité vytvořili koalici s katolickou šlechtou a jali se jednat o podpoře českého krále Zikmunda Lucemburského. Poté, co začátkem května získali převahu nad pražským Starým i Novým Městem, nevyhnutelně se schylovalo k zásadnímu polnímu střetu obou frakcí. Obě vojska se pak střetla 30. května 1434 v bitvě u Lipan nedaleko Českého Brodu. Husitsko-katolická koalice zde díky vhodně zvolené taktice drtivě zvítězila. Zástupcům zbytků polních vojsk se buď podařilo uprchnout, anebo pak uzavřeli příměří.    
Poněkud stranou těchto třenic stál husitský hejtman Jakoubek z Vřesovic, původem zchudlý šlechtic z Vřesovic na jižní Moravě, během husitských válek hejtman v severních Čechách a zformovatel a vrchní hejtman žatecko-lounského svazu od roku 1425. Zúčastnil se mimo jiné bitvy u Ústí nad Labem roku 1426, přičemž po husitském vítězství získal pod svou správu Ústí, které ovládal pravděpodobně až do roku 1436. Po bitvě pak od roku 1427 sídlil ve Žluticích, kde si později nechal vybudovat hrady Nevděk a Mazanec, a do dalších větších vojenských husitských akcí se velice nezapojoval. Roku 1432 se v Chebu zúčastnil jednání husitů se zástupci Basilejského koncilu. Začátkem roku 1434 pak na českém provinciálovi Řádu německých rytířů Albrechtu z Dubé a Lipé obléhal hrad Kostomlaty poblíž Milešovky. Tím se obratně vyhnul podpoře táboritů a sirotků Prokopa Holého v bratrovražedné bitvě u Lipan a zároveň tím vázal vojenské oddíly severočeské katolické šlechty, které tak nemohly do boje zasáhnout. Po jejím skončení tak jeho svaz představoval možná největší husitský voj v českých zemích, který se do lipanského střetu nezapojil a byl tak politicky nepředvídatelný. 

## Pravděpodobný průběh
O událostech okolo Řevničova informuje několik soudobých kronik, např. Staré letopisy české či Husitská kronika.
Při zpáteční cestě z bojiště od Lipan se oddíly plzeňského landfrýdu a karlštejnského purkrabího, vracející se na domovské území přes oblast severozápadních Čech, rozhodly Jakoubkovo vojsko vylákat k přímé konfrontaci. Jejich velitel Aleš Holický ze Šternberka, někdejší zemský správce, vedl své vojsko k Rakovníku, poté pak zamířil severozápadním směrem od města. Část Jakoubkova vojska se Šternberkovým oddílům vydala vstříc, zatímco jeho druhá část stále obléhala kostomlatský hrad, přičemž urazila několik desítek kilometrů, a patrně se zastávkou v Lounech či Žatci se vydala směrem k Rakovníku. Ke kontaktu obou armád došlo 9. června 1434 v lese na vrchovině Džbán v okolí obce Kroučová, asi deset kilometrů severovýchodně od Rakovníka. Žatecko-lounský svaz provedl pohotový útok na připravené vojsko Aleše Holického a po krátkém boji v lesním terénu ustoupilo do svého týla, kde se skrylo za vozovou hradbu. V těchto pozicích pak dokázal odrazit nepřátelský protiútok. Krátce nato pak obě armády odtáhly z bojiště.

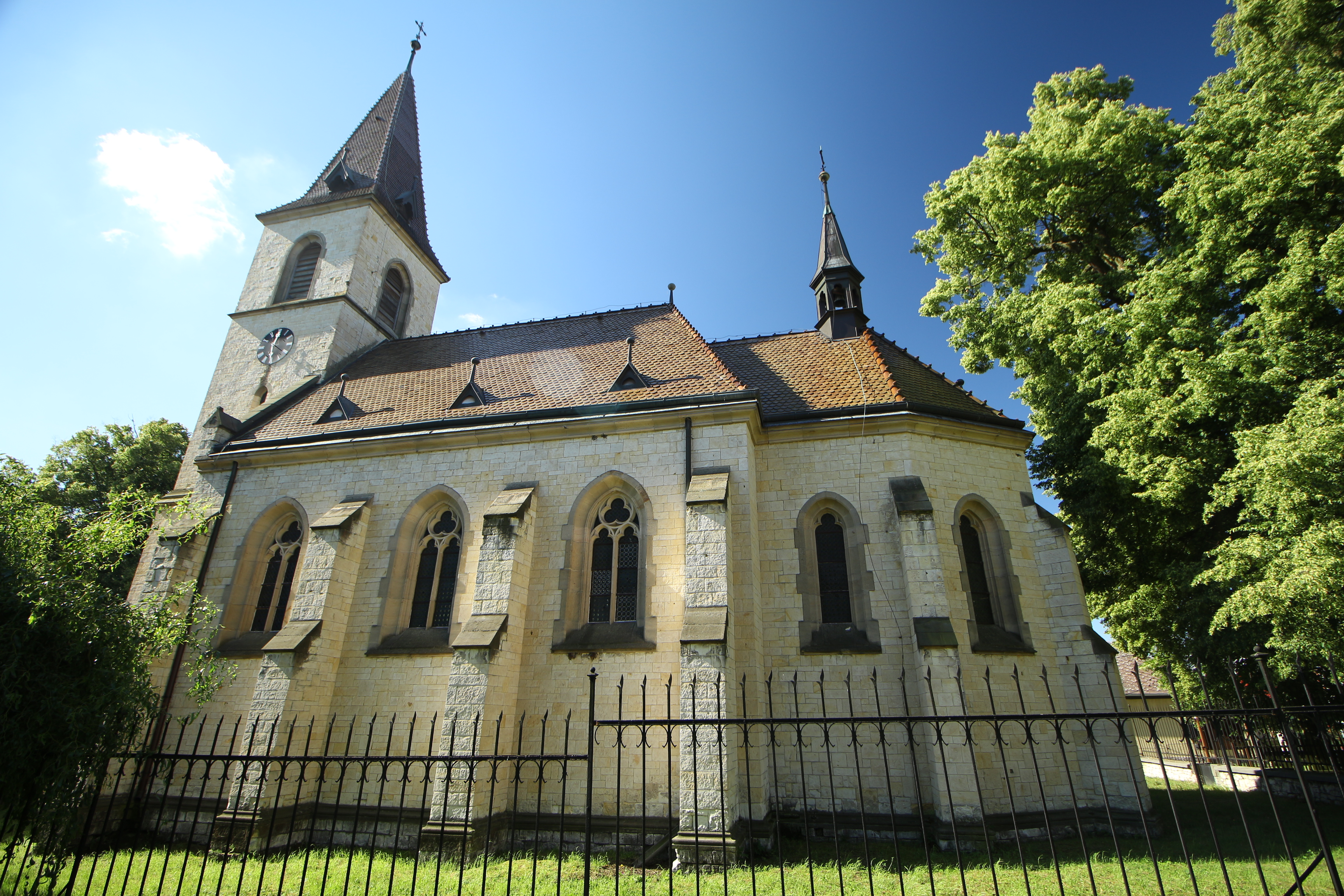
Novogotický kostel svaté Markéty v Kroučové z roku 1904, při jehož stavbě byly nalezeny pohřební jámy

Podle Bartoška z Drahonic ztratil Jakoubek z Vřesovic 150 mužů, což kronikář označil za velké vítězství, aniž by uvedl ztráty katolického vojska. Sám Jakoubek bitvu za prohranou nejspíše nepovažoval. Podle letopisů Jana z Gubenu však husité v bitvě přišli o 300 mužů. Padlí byli pochováni ve dvou pohřebních jámách v místech pozdějšího kostela svaté Markéty v obci Kroučová, objevených při bourání původní kaple ze 17. století roku 1904.  

## Hodnocení bitvy
I přes porážku u Řevničova a v podstatě strategicky zbytečný výpad proti katolíkům si Jakoubek z Vřesovic zachoval bojeschopné vojsko, s nímž posléze vlivně zasahoval do českých vnitřních poměrů. S vojskem se vrátil ke Kostomlatům, které nakonec dobyl. Po skončení husitské revoluce hrad formálně koupil od dědiců, a tak svou držbu legalizoval. V létě 1434 bojoval za Bavorským lesem, kde vypálil klášter ve Waldsassenu. Nedlouho poté neváhal přijmout Zikmunda Lucemburského za českého krále, protože věděl, že mu panovník potvrdí jeho majetky z dob revoluce. Tento záměr mu vyšel, navíc Zikmund mu věnoval majetky bývalého teplického kláštera, dále Chomutov, Toužim, Ploskovice a Pátek. Zikmund jej roku 1437 krátce před svou smrtí jmenoval hejtmanem žateckého kraje. V této pozici pak porazil německé katolické síly v bitvě u Želenic roku 1438.